# Susch
Susch é uma comuna da Suíça, no Cantão Grisões, com cerca de 217 habitantes. Estende-se por uma área de 93,95 km², de densidade populacional de 2 hab/km². Confina com as seguintes comunas: Davos, Klosters-Serneus, Lavin, S-chanf, Zernez.
A língua oficial nesta comuna é o Romanche, a qual é a primeira língua de 65,3% da população, de acordo com o censo de 2000. Em seguida vêm o Alemão, com 29,7% e o Italiano, com 3,5%.